# Sol Solà
Sol Solà és sòcia i portaveu de l'organització ecologista Greenpeace, de la qual fou presidenta a Espanya entre el març de 2015 i el juny de 2016. Amb una àmplia trajectòria com a voluntària i consellera, centrada en la comunicació, la formació i la gestió d'equips, Solà està especialment sensibilitzada amb el respecte per la biodiversitat i el vincle entre la defensa del medi ambient i els drets humans davant els conflictes armats pels recursos energètics, l'aigua i els aliments. Amb formació en dret, arqueologia i comerç, la seva carrera professional s'ha desenvolupat en l'àmbit del comerç internacional.